# Harley-Davidson WLA
Die Harley-Davidson WLA ist ein Harley-Davidson-Motorrad, das in den Jahren während und um den Zweiten Weltkrieg nach Spezifikationen der US-Armee hergestellt wurde. Es basierte auf einem bestehenden zivilen Modell, dem Typ WL. In Anspielung auf seinen Einsatz nach der alliierten Landung in Europa erhielt das Motorrad den Spitznamen "Liberator".

## Entwicklung
Im Jahr 1937 stellte Harley-Davidson die Modelle der W-Serie mit einem 750-cm³-Motor vor. Bemerkenswert war eine Ölschmierung auf Rücklaufbasis, die den Wartungsaufwand erheblich reduzierte. Frühere Motorräder waren mit einem Totalverlust-Ölsystem ausgestattet, bei dem der Fahrer dafür verantwortlich war, das Öl zu prüfen, die Ölpumpe einzustellen oder sogar die Handölpumpe zu verwenden, um den Motor während der Fahrt ordnungsgemäß zu schmieren. Die US-Armee bestellte zunächst das WL-Modell von 1937 als Ersatz für das zuvor verwendete Modell RL-Motorrad.
1939 kaufte die US-Armee das 39W-Modell. Im August 1939 wurden zwei Prototypen des 39WL-Modells an das Mechanized Cavalry Board in Fort Knox, Kentucky, überstellt. Dies waren die ersten echten „WLA“-Typen in einer militarisierten Ausführung. Das Mechanized Cavalry Board startete nun ein umfangreiches Testprogramm für Motorräder verschiedener Hersteller. Drei Firmen waren daran beteiligt: DELCO, ein Markenname von General Motors mit einer BMW-Kopie, Indian mit einer Scout und Harley-Davidson mit der 39WL. Die BMW-Kopie wurde abgelehnt und Indian war mit der 500-cm³-Scout-741 der WL mit 742 cm³ unterlegen. Die Ausschreibung von 1938, ursprünglich waren 105 km/h Höchstgeschwindigkeit sowie ein Motor mit maximal 30,5 in³ (500 cm³) Hubraum gefordert, wurde so geändert, dass Harley-Davidson zum Zuge kommen konnte.

## Technik und Ausstattung

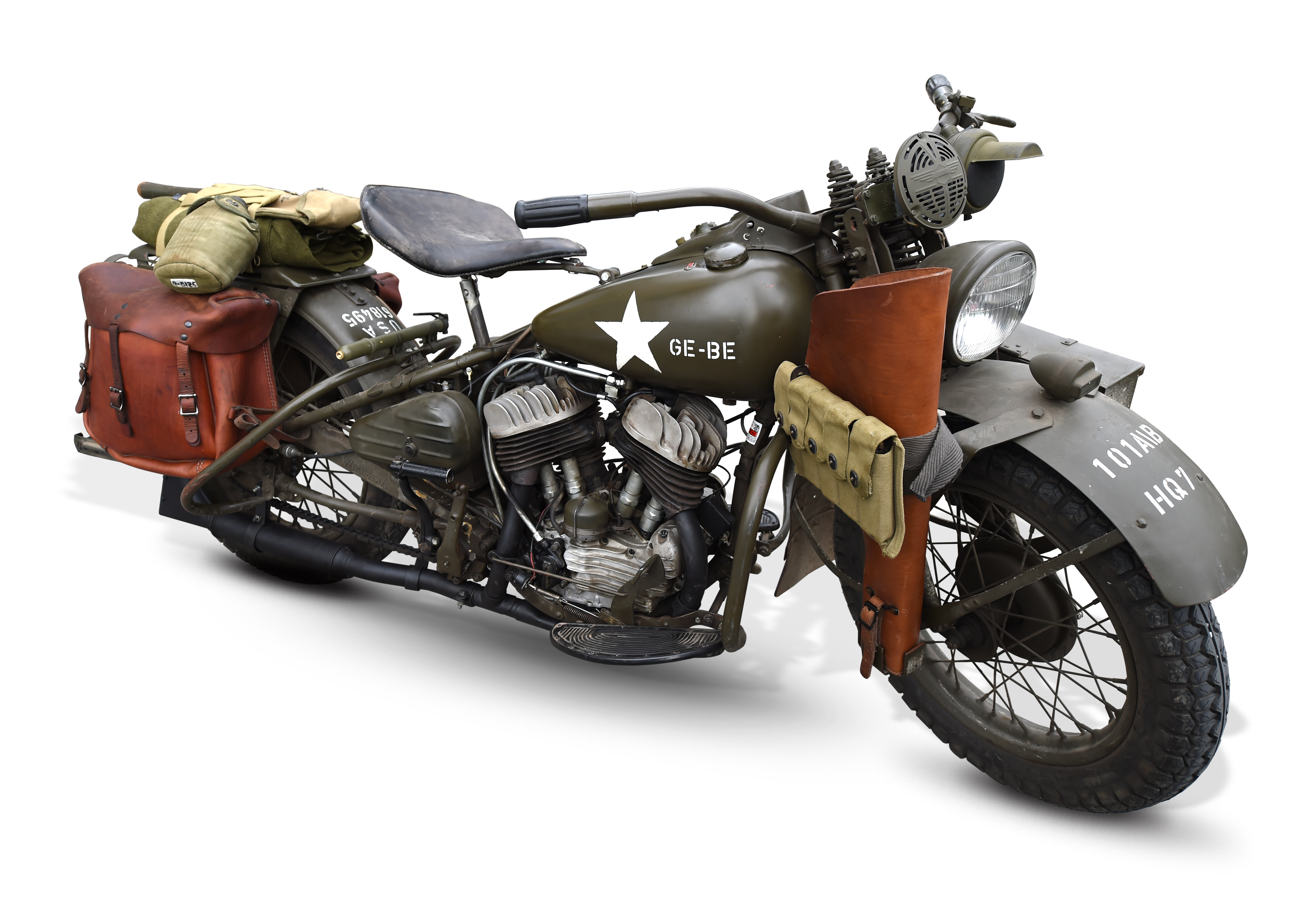
Harley-Davidson WLA: In dem Holster an der Vordergabel konnte eine Waffe transportiert werden. Bei Militärpolizei die Thompson MP, bei anderen Einheiten, z. B. Kradmeldern meist der M1 Carbine

Gegenüber der zivilen WL-Variante wurden die Seiten der Kotflügel zurückgeschnitten, um ein Zusetzen durch Schlamm auf unbefestigten Straßen zu verhindern. Scheinwerfer und Rücklichter wurden gegenüber dem zivilen Modell geändert, um militärischen Standards zu entsprechen. Auch wurden Tarnlichtausstattungen vorne und hinten verwendet, um die Sichtbarkeit bei Nacht zu verringern.
Der 2-Zylinder-Motor hatte eine V-Konfiguration mit 742 cm³ (45 in³), Bohrung und Hub betrugen 2,75 in × 3,18 in. Die Verdichtung betrug 5, um den Betrieb mit nicht klopffesten Kraftstoffen zu gewährleisten.
Das elektrisches System hat eine Betriebsspannung von 6 V. Das 3-Gang-Getriebe wurde abhängig von den verschiedenen Baureihen mit Fuß oder Handbetätigung geschaltet. Die Vorderradbremse war eine seilzugbetätigte Trommelbremse, die Trommelbremse des Hinterrades wurde über ein Gestänge betätigt. Ab Werk waren WLA-Motorräder mit Firestone Sportsman 4.00-18-Reifen ausgestattet. Zum Zubehör gehörten ein Gepäckträger, eine Munitionskiste und eine Gewehrscheide aus Leder. WLA-Modelle waren außerdem mit D-förmigen Trittbrettern ausgestattet. Zu den geringfügigen Unterschieden der für Kanda produzierten WLC zum amerikanischen Modell gehörten eine Fußschaltung/Handkupplung und andere von der kanadischen Armee geforderte Modifikationen.

## Einführung und Nutzung
Insgesamt wurden zwischen 1940 und 1945 ca. 70.000 WLA gebaut. Zusätzlich wurden etwa 18.000 WLCs (das „C“ steht für den Käufer Kanada) hergestellt, einige davon gingen nach Großbritannien und Australien. Zu den geringfügigen Unterschieden zum amerikanischen Modell gehörten eine Fußschaltung/Handkupplung und andere von der kanadischen Armee geforderte Modifikationen.
Nach Kriegsende sah das US-Militär keine Notwendigkeit, gebrauchte Motorräder in die Staaten zurückzutransportieren. Sie wurden vor Ort ausgesondert und verwertet.
Am Ende des Zweiten Weltkriegs verkaufte die US-Armee viele nicht verschiffte WLAs im Inland als militärische Überschüsse, oft zu sehr günstigen Preisen. Die WLA-Produktion wurde 1949 wieder aufgenommen und lief bis 1952; diese Motorräder wurden auf die koreanische Halbinsel verschifft.
Nach dem Ende des Koreakrieges verkaufte das US-Militär viele WLAs zusammen mit Ersatzteilen als Regierungsüberschüsse. Viele dieser überschüssigen Motorräder wurden baulich verändert und individuell angepasst und wurden zu den allerersten „Choppern“ und „Bobbern“. Aus diesem Grund sind Originalexemplare äußerst selten geworden und auf dem heutigen Sammlermarkt sehr wertvoll.

## Export im Rahmen des Lend-Lease-Act
Die Regelungen des US-amerikanischen Lend-Lease-Act sahen im Zweiten Weltkrieg den Export von Rüstungsgütern aus den USA zu Gunsten der alliierten Partnerländer vor.
Insgesamt wurden 38.103 WLA Harley-Davidson-Modelle WLA exportiert. Dabei wurden die UdSSR (26.670), das Britische Empire (8.686), die französischen Streitkräfte (926), China (1.000), Brasilien (45), andere lateinamerikanische Republiken ( 156) und die Niederlande (420) ausgestattet. 200 Maschinen wurden über die Foreign Economic Administration (FEA) exportiert, die damit vermutlich Belgien, Äthiopien, Griechenland, Iran, Norwegen, Polen, Saudi-Arabien, die Türkei und Jugoslawien versorgte. In Russland existieren noch heute Maschinen, teilweise in recht gutem Zustand.
Damit kann festgestellt werden, dass ein Großteil der über 88.000 Motorräder WLA und WLC in den Export gingen.

## Typenbenennung
Harley-Davidson nutzte in der Produktion jeweils immer Buchstabenkombinationen zur Unterscheidung der einzelnen Typen. Das „W “ zeigt an, dass das Motorrad mit einem 750-cm³-Seitenventilmotor ausgestattet ist, der 1937 eingeführt und erstmals in den Modell-W-Motorrädern verwendet wurde. Der Buchstabe „L “ steht für „Hohe Verdichtung“. Dies ist jedoch kein Hinweis auf eine Verdichtung bei aktuellen Modellen. Das „A “ weist auf ein Modell hin, das für den Einsatz in der Armee entwickelt wurde. In Abgrenzung dazu bezeichnete ein "C" für Kanada montierte Motorräder. Durch Vorsatz des Konstruktionsjahrs zum Beispiel 42 WLA für 1942 wurden die jeweiligen Konstruktionsstände benannt.